# Mikel Iglesias
Pour les articles homonymes, voir Iglesias et González.
Mikel Iglesias González (né le 10 juillet 1996 à Rubí, province de Barcelone, Catalogne), est un acteur espagnol.

## Biographie
De 2000 à 2006, il joue annuellement dans deux pièces de théâtre pour la compagnie du théâtre local de Rubí. Il est l'acteur principal du clip vidéo Imperfecta Mujer avec Victor Naranjo et Carla Antonelli, officiellement présenté aux médias le 13 mai 2009, pour le jour officiel contre l'homophobie et le transphobie. Il a également participé à des pièces de théâtre en compagnie du groupe Arc Iris d'Amor, dans une salle des fêtes de Barcelone.
En 2011, il est l'un des personnages principaux de la série Les Bracelets rouges, produite par la chaîne télévisée TV3, dans laquelle il incarne le personnage de yanis, un adolescent avec un caractère difficile et des problèmes cardiaques. En 2013, il apparaît dans quelques épisodes de la deuxième saison de la dite série, où Igor Szpakowski, qui joue le rôle de Jordi, est le seul qui le voit après sa mort. La série est diffusée en langue catalane sur TV3 et Antena 3, comme la saison précédente. En outre, il tourne avec l'acteur Mario Casas dans un film nommé Ismaël, qui sortira la même année. Il a également obtenu un petit rôle dans le film Los últimos días, le dernier film de José Coronado et Quim Gutiérrez, dans lequel il joue un jeune rebelle de la rue. Cette même année, il chante dans Dorm avec Nil Cardoner et le troupe Vuit.
En 2012 il fait partie des acteurs principaux du clip vidéo Fil de Ilum de Andreu Rifé avec d'autres acteurs de Les Bracelets rouges (série télévisée espagnole) qui sont Nil Cardoner, Laia Costa, Igor Szpakowski et Mireia Vilapuig.

## Filmographie

### Cinéma
- 2013 : Les Derniers Jours (Los últimos días) de David Pastor et Àlex Pastor : Dani
- 2013 : Ismael de Marcelo Piñeyro : Chino
- 2016 : La propera pell d'Isaki Lacuesta et Isa Campo
- 2017 : Nieve negra de Martín Hodara : Salvador jeune

### Télévision
- 2010 - 2013 : Les Bracelets rouges : Yanis (Ignasi originellement)

### Courts-métrages
- 2008 : Sal
- 2008 : Susie la siniestra
- 2009: Me quedao con tu cara
- 2009: Spice boy
- 2009: El inquilino